# Alligator Pond
Alligator Pond è un comune della Giamaica, situato nella parrocchia di Manchester.